# Крайслер Crossfire
Крайслер Crossfire (на английски: Chrysler Crossfire) е концептуален автомобил представен от Крайслер през 2003 година.